# 菜畑町
菜畑町（なばたちょう）は、奈良県生駒市の町名。郵便番号は630-0231。

## 地理
生駒市中部に位置し、北に軽井沢町、門前町、西に大阪府東大阪市、南に鬼取町、小倉寺町、東に壱分町、西菜畑町、緑ケ丘に隣接する。
竜田川の支流・出合川の上流域にあたり、南西端には生駒山がある。

## 歴史
菜畑村は大和国平群郡に属し、江戸時代にははじめ竜田藩領、寛永16年（1639年）から郡山藩領、延宝7年（1679年）からは郡山藩と旗本の松平氏が分割支配した。
延宝6年（1678年）、村域内の生駒山中腹に、宝山湛海が宝山寺を興す。宝山寺に祀られた大聖歓喜自在天は商売繁盛に御利益があるとされ、「聖天さん」詣りをする人が増えていく。
大正3年（1914年）に大阪から奈良への大軌電車が通り、生駒停留所が設置。大正11年（1922年）には生駒停留所から宝山寺前までケーブルカーが開通し、昭和4年（1929年）には生駒山上まで延長するとともに、生駒山上遊園地も建設された。これにより宝山寺への参詣者は増え、宝山寺門前町の市街化も進んでいく。
昭和40年代から50年代にかけては、菜畑の他の地域でも住宅開発が急速に進んでいき、大阪府との県境から奈良市との市境までにわたった菜畑地区は、現在の行政区域へと分けられていった。

### 沿革
- 1889年（明治22年） - 山崎村・谷田村・俵口村・小明村・辻村と合併して北生駒村が発足[9]。北生駒村大字菜畑となる[6]。
- 1921年（大正10年） - 生駒町の大字となる[6]。
- 1969年（昭和44年） - 山崎新町・東旭ケ丘・西旭ケ丘・新旭ケ丘・仲之町軽井沢が分離[6]。
- 1970年（昭和45年） - 門前町が分離[6]。
- 1971年（昭和46年） - 生駒市菜畑町となる[6]。
- 1973年（昭和48年） - 東菜畑1 - 2丁目・中菜畑1 - 2丁目・西菜畑町・東生駒1 - 4丁目・東生駒月見町・緑ケ丘が分離[6]。

## 世帯数と人口
2019年（令和元年）10月1日現在の世帯数と人口は以下の通りである。
| 町丁   | 世帯数 | 人口 |
| ------ | ------ | ---- |
| 菜畑町 | 39世帯 | 80人 |

### 人口の変遷
国勢調査による人口の推移。
| 1995年（平成7年）  | 93人 | [ 10 ] |  |
| 2000年（平成12年） | 77人 | [ 11 ] |  |
| 2005年（平成17年） | 73人 | [ 12 ] |  |
| 2010年（平成22年） | 78人 | [ 13 ] |  |
| 2015年（平成27年） | 76人 | [ 14 ] |  |

### 世帯数の変遷
国勢調査による世帯数の推移。
| 1995年（平成7年）  | 31世帯 | [ 10 ] |  |
| 2000年（平成12年） | 29世帯 | [ 11 ] |  |
| 2005年（平成17年） | 30世帯 | [ 12 ] |  |
| 2010年（平成22年） | 32世帯 | [ 13 ] |  |
| 2015年（平成27年） | 34世帯 | [ 14 ] |  |

## 事業所
2016年（平成28年）現在の経済センサス調査による事業所数と従業員数は以下の通りである。
| 町丁   | 事業所数 | 従業員数 |
| ------ | -------- | -------- |
| 菜畑町 | 3事業所  | 57人     |

## 交通
- 近鉄生駒鋼索線
  - 霞ヶ丘駅
  - 生駒山上駅

## 施設
- 生駒山上遊園地